# Пчельник (Минская область)
Пчельник (бел. Пчэльнік) — деревня в Борисовском районе Минской области Белоруссии. Входит в Пригородный сельсовет. Деревня является пригородом Борисова. Рядом расположен коттеджный поселок агрогородк МОУСП «Старо-Борисов».

## История
Согласно первой переписи населения Российской империи, в «урочище Пчельникъ» проживало 23 мужчины и 18 женщин.